# Stensigmose Klint
Stensigmose Klint er en klint på den sydøstlige side af Broager Land. Den er ca. 1 km lang, op til 25 meter høj, og består af tre delprofiler med aflejringer fra Saale-istiden, Eem-mellemistiden og Weichsel-istiden med sø- og marineaflejringer.
Det ældste marine lag består af blåmuslinger, og derpå følger så cyprinaler og tapessand – navngivet efter hhv. østersen Cyprina islandica og muslingen Tapes senescens. Førstnævnte lever fortsat i farvandene omkring Danmark, mens sidstnævnte i dag lever i det varmere område omkring Den Iberiske Halvø. Dette betyder at sandet er aflejret i vand, der er varmere end det, der findes nutidens danske farvande.

## Ekstern henvisning
- Jysk Stenklub: Aflejninger fra Eem
- Moræneler Arkiveret 8. maj 2019 hos  Wayback Machine

54°52′40.25″N 9°44′27.18″Ø / 54.8778472°N 9.7408833°Ø